# Potamocypris bowmani
Potamocypris bowmani är en kräftdjursart som beskrevs av Ferguson 1967. Potamocypris bowmani ingår i släktet Potamocypris och familjen Cyprididae. Inga underarter finns listade i Catalogue of Life.